# Józef Andrasz
Józef Andrasz, né le 16 octobre 1891 à Wielopole et décédé le 1er février 1963 à Cracovie est un prêtre jésuite polonais. Directeur spirituel de la sainte Faustyna Kowalska, il fut grand promoteur de la dévotion à la Miséricorde divine après la mort de la sainte.

## Biographie
Józef Andrasz naît le 16 octobre 1891 à Wielopole en Pologne. Il appartient à une fratrie de 10 enfants. À l'âge de quinze ans, il entre au noviciat de la Compagnie de Jésus. Ses deux ans de noviciat terminés il prononce les vœux traditionnels de pauvreté, chasteté et obéissance.  Après des études de philosophie dans son pays natal et à Grafenberg, en Allemagne, il est ordonné prêtre  le 19 mars 1919 par Mgr Anatol Nowak, évêque auxiliaire de Cracovie, dans l'église Sainte-Barbe de Cracovie. 
Après l’ordination sacerdotale une de ses premières missions fut de s’occuper des éditions jésuites à Cracovie, et de promouvoir la dévotion au Sacré-Cœur. Il y crée une collection ‘Bibliothèque de la vie intérieure’, faisant connaitre en polonais les grands auteurs ascétiques et mystiques de la tradition chrétienne. Lui-même écrivit quelques opuscules sur la dévotion au Sacré-Cœur et l’Eucharistie qui eurent du succès. il est rédacteur du « Messager du Cœur de Jésus ». En 1930, Andrasz est nommé secrétaire national de l'Apostolat de la prière et de l'Œuvre de la Consécration des Familles.    
À partir de mai 1936, en plus de son travail d'écrivain et ses obligations d'éditeur, il prend en charge la direction spirituelle de sœur Faustyna Kowalska, jusqu’à la mort de celle-ci en octobre 1938. En fait il est un excellent confesseur et directeur d’âmes, non seulement de Sœur Faustyna, mais aussi de la mère Zofia Tajber, fondatrice de la Congrégation des Âmes du Christ, et de tant d’autres congrégations, parmi lesquelles la Sainte Famille de Nazareth, les Ursulines, et les Sœurs du Sacré-Cœur. Marqué particulièrement par ses contacts avec la sainte Faustyna il se fera par la suite l’ardent propagateur de la Miséricorde divine. 
Durant la Seconde Guerre mondiale le collège des jésuites de Cracovie étant occupé par les troupes allemandes et transformé en hôpital de guerre le père Andrasz trouve refuge en divers couvents jusqu’en 1945.  
Bien que son pays soit sous régime communiste le père Andrasz obtient que familles et paroisses, en fait la nation polonaise tout entière soit consacrée au Sacré-Cœur. Ce fut fait le 21 octobre 1951. Grâce à ses démarches également la traduction du Nouveau Testament du latin en polonais du père Jakub Wujek, la première traduction de la bible catholique en polonais, fut à nouveau publiée. 
Mort à Cracovie, le 1er février 1963 le père Józef Andrasz est inhumé au cimetière Rakowicki dans le caveau des pères Jésuites.